# Култура на Мароко
Културата на Мароко е богата и разнопланова предвид многото етноси в страната и нейната наситена история.
В протежение на историята на Мароко много народи са внесли свои приноси във формирането на културата на страната – наред с коренното население (берберите), свой принос имат и народите от изток (финикийци, араби), и от юг (народите, обитаващи на юг от Сахара), и от север (римляни, вандали, андалусци). В културата на Мароко свои следи са оставили много вероизповедания – езичество, юдаизъм, християнство и ислям. Всеки регион на Мароко има свои уникални черти от националната култура. Запазването на културното наследство и защитата на неговото разнообразие са едни от приоритетите в политиката на страната.

## Облекло
Традиционното мароканско облекло за мъже и жени е джелаба: дълга, широка дреха с качулка и бухнали ръкави. При специални поводи мъжете носят и червена шапка бермус, по-известна като фес. Жените също носят кафтани, украсени с орнаменти. Почти всички мъже и повечето жени носят балга (بلغه) – меки кожени обувки без ток, често жълти на цвят. Жените също носят сандали на висок ток, често украсени със сребърна или златна съ̀рма.
Разликата между джелаба и кафтан е в това, че джелабата има качулка, за разлика от кафтана. Джелабите на повечето жени са с ярък цвят и имат декоративни украси, шевици или мъниста, докато мъжките джелаби обикновено се изработват в по-неутрални цветове. Жените са силно привързани към своите „марокански гардероби“, въпреки факта, че производството на такива дрехи е сравнително скъпо, тъй като по-голямата част от работата се извършва на ръка. Повечето мароканки купуват поне един нов кафтан или такчита (вид празничен кафтан) всяка година, за да ги носят на важни събития (религиозни празници или сватби). Според неписано правило на подобни събития трябва да се носи традиционно мароканско облекло.

## Кино
През 1944 г. е създаден „Марокански кинематографичен център“ – правителствен орган за организация и управление на националната кинематография. Първият художествен филм на мароканския режисьор Мохамед Усфур „Проклетият син“ е снет през 1958 г., а през 1968 г. в Танжер се провежда първият средиземноморски кинофестивал. Средиземноморският кинофестивал в нов формат се провежда в Тетуан. Първият национален кинофестивал в Мароко се провежда в Рабат през 1982 г., а през 2001 г. в Маракеш се организира Международен маракешки кинофестивал.

## Архитектура
Най-разпространен тип строителство в Мароко е дар, по който тип основно са се строили къщите в „медината“ (градския район, ограден със стена). Повечето марокански къщи са построени в стил Дар ал Ислям, съответстващ на традиционния начин на живот на мюсюлманите. Екстериорът на домовете от този стил, като правило, е лишен от украшения и прозорци, с изключение на неголеми отвори около стълбите и служебните помещения, които осигуряват светлина и вентилация. Зданията в стил дар обикновено имат дебели, високи стени за защита на жителите в дома. За арабската култура изцяло е характерно, че екстериорът символизира мястото за работа, а интериорът – убежището.
Съгласно каноните на исламската архитектура зданията в стил Дар се разполагат около неголямо открито патио, обиколено от много високи дебели стени, които спират преките слънчеви лъчи и избавят от горещината. Портиците с три арки обикновено водят до симетрично разположени стаи – 2 или 4. Стаите трябва да са дълги и тесни, удължени вертикално, тъй като строителството в Мароко обикновено използва греди по-малки от 13 фута (3,9 m) дълги.
При влизане в къща стил дар гостите се движат през зигзагообразен проход към централното дворче. Проходът завършва със стълба, водеща нагоре към специалната зона за посрещане на гости, която се нарича dormiria – като правило, това е най-богато подредената стая е дома, украсена с декоративна зидария, изрисувани мебели, купчини бродирани възглавници и килими. В домовете на богати семейства има и втора dormiria. Служебните помещения и стълбите винаги са разположени в ъглите на сградите.

## Музика
В Мароко са представени както традиционните направления в музиката (берберска народна музика, чааби (Chaabi), гнауа, малхун (Malhun), суфистка музика и други), така и съвременна рок музика и поп музика.
Голямо внимание се отделя също на класическата музика, в страната има 27 консерватории.

## Кухня
Мароканската кухня се е формирала под влиянието на берберски, мавритански и арабски кулинарни традиции. Известна е с такива ястия, като такива с кускус, пастила и други. С популярност се ползват ориенталските сладки – халва и други. Кухните на съседните страни също оказват влияние върху кулинарните традиции на страната.